# Jaime Litvak
Jaime Litvak King (Ciudad de México, 10 de diciembre de 1933 - Ibidem, 2 de octubre de 2006) fue un arqueólogo y profesor mexicano de origen judío. Se desempeñó como investigador en el Instituto de Investigaciones Antropológicas de la Universidad Nacional Autónoma de México (UNAM); llegando a ser director de dicho instituto durante doce años.

## Biografía
Nació en la Ciudad de México en 1933 en el seno de una familia de inmigrantes judíos procedentes de Europa del Este. Realizó su educación básica, media y media superior en el Colegio Israelita de México de 1939 a 1950, obteniendo el grado de bachiller en economía. Realizó su educación superior en la Escuela Nacional de Antropología e Historia (ENAH), donde se graduó como arqueólogo en 1963; obtuvo la maestría en Ciencias Antropológicas de la UNAM con la tesis: "Cihuatlán y Tepecoacuilco, dos provincias tributarias de México en el Siglo XVI". Su doctorado en antropología, también de la UNAM, lo obtuvo en 1970 con su trabajo: "El Valle de Xochicalco. Un Modelo estadístico para la arqueología regional". Posteriormente realizó estudios profesionales en varias universidades en el extranjero como la Universidad de Indiana (1964), la Universidad de Pensilvania (1964), la Universidad de Cambridge (1967-1968) y la Fondazione Lerici (1967).
Entre 1963 y 1967 se desempeñó como investigador en el Departamento de Prehistoria del Instituto Nacional de Antropología e Historia (INAH). En 1968 ingresó a la UNAM como investigador de la Sección de Antropología del Instituto de Históricas. Cuando la Sección se convirtió en el Instituto de Investigaciones Antropológicas, Litvak fue el primer director; cargo que ocupó durante doce años. En su labor docente impartió clases en varias universidades como la ENAH, la UNAM, la Universidad de las Américas de Puebla, la Universidad de Minnesota, la Universidad de Nuevo México, la Universidad de Texas en El Paso y la Universidad Tulane.
De 1994 a 2002 coordinó la biblioteca Juan Comas; en poco tiempo, logró que esta biblioteca se convirtiera en la más importante de Latinoamérica especializada en la antropología, con un acervo bibliográfico de más de quinientos mil fichas y un sistema excepcional de consulta por computadora. Entre otros labores que desempeñó en la UNAM fue miembro de varias comisiones y consejos; editor y colaborador de varias publicaciones, director y asesor de varias tesis, además de locutor en Radio UNAM.
Es considerado uno de los pioneros en aplicar métodos cuantitativos y el uso de la computación en la arqueología. Como teórico, destacan sus propuestas que explican la dinámica cultural de Mesoamérica, sobre todo, las causas que provocaron la caída y abandono de las principales ciudades del clásico que dieron origen a una nueva etapa cultural: el posclásico.
Falleció en la Ciudad de México el 2 de octubre de 2006 a la edad de 72 años.

## Premios y honores
- Premio de Arqueología Fray Bernardino de Sahagún otorgado por el INAH (1971)[3]
- Premio Universidad Nacional otorgado por la UNAM (1996)[3]
- Nombrado Investigador Emérito por la UNAM (2001)[4]
- Lifetime Achievement Award otorgado por la Society for American Archeology (2002)[3]